# Идзумо (равнина)
Идзумо (яп. 出雲平野 идзумо-хэйя) — равнина в Японии, расположенная на западе острова Хонсю, в префектуре Симане. Равнина сложена отложениями рек Хии и Кандо.
Идзумо является крупнейшей аллювиальной равниной в регионе Санъин на западе Японии и протягивается на 20-30 км от залива Тайся Японского моря на западе до озера Синдзи на востоке. Её ширина составляет от 5 до 20 км. На севере равнина ограничена полуостровом Симане.
Во время максимума последнего оледенения полуостров Симане был соединён с Хонсю. На месте сегодняшней и равнины Идзумо через небольшое озерцо протекала древняя река Синдзи. Около 11 тыс. лет назад, со смягчением климата и уменьшением ледяного покрова, море начало проникать в низменность между полуостровом Симане и горами Тюгоку. С наступлением температурного максимума голоцена, в ранний период Дзёмон (около 2000 г. до н. э.), уровень моря достиг наивысшей отметки и, вероятно, почти полностью отрезал полуостров Симане от большой земли.
Позже уровень моря вновь стал опускаться. Образование равнины началось с того, что наносы Хии, Кандо и других впадающих в залив Синдзи рек накапливались в нём и отрезали его от моря. Возможно, решающим фактором стали пирокластические потоки, образовавшиеся в результате извержения вулкана Осамбесан около 1600 г. до н. э., после чего полуостров Симане соединился с Хонсю. От залива осталась лишь лагуна Кандоно-мидзууми, которая тоже постепенно заполнялась речными отложениями.
Равнина Идзумо является ядром историческо-культурного региона Идзумо. С I века до н. э. (период Яёй) на плодородной равнине стали бурно развиваться сельскохозяйственные поселения, вероятно, вскоре подчинившиеся центральной власти, ведавшей распределением воды. Далее местные кланы стали заключать союзы с соседями. Постепенно край Идзумо богател и к концу периода Яёй образовал независимый культурный и экономический регион. Позже регион подчинился центральной власти Ямато, но частично сохранил своеобразие и влияние. На его территории была образована одноимённая провинция.
Равнина Идзумо, особенно западная её часть, сильно пострадала от землетрясения Хамада 1872 года.
На северо-западе равнины расположено синтоистское святилище Идзумо тайся, одно из важнейших в Японии.